# Hans rigtige Kone
Hans rigtige Kone er en dansk stumfilm fra 1917, der er instrueret af Holger-Madsen efter manuskript af Carl Th. Dreyer.

## Handling
Syge- og ulykkesforsikringsagent Schwindelmeyer er en meget smart herre, og hans hustru, Fru Adelaide, står ikke tilbage for ham i smartness. Da Schwindelmeyer hurtig er bleven klar over, at det er en uhyre vanskelig sag at tegne forsikringer, har han opfundet en ny metode at gøre det på - og metoden er i korthed følgende: den kønne og chicke fru Adelaide, der altid har en stor tilbederskare, udvælger en af skaren som sit offer, lader som om hun besvarer hans følelser, og når så offeret tror, at han har vundet den bedårende frues hjerte, udsættes han for en højst ubehagelig overraskelse. Schwindelmeyer viser sig nemlig på arenaen, giver rollen som krænket ægtemand og slipper ikke offeret, før det har tegnet sig for en større syge- og ulykkesforsikring. På denne måde skaffer agenten sig mangen god provision - men da både han og hans viv er ødsle naturer, er de næsten altid i pengeforlegenhed alligevel.
Den dag, de skal til at udnytte deres sidste nye offer - den unge tandlæge Lustig - beløber hele deres formue sig således kun til en krone, og i betragtning af at fru Adelaide har bestilt sig et ny kostume, kan det ikke siges at være nogen stor kapital at ligge inde med. Schwindelmeyer har netop affattet et trusselsbrev til Lustig, da et bud kommer med det bestilte kostume. Buddet vil dog ikke aflevere kostumet til fru Adelaide, da hun ikke kan betale, og Adelaide bliver derfor rasende. Tandlæge Lustig er i gang med den vanskelige patient, Hamlet Møller, da han modtager det af Schwindelmeyer komponerede brev, og han føler sig truet på sit liv. Imidlertid kommer han i tanker om, at han tidligere på dagen har set en debuterende skuespillerinde, der har en slående lighed med fru Adelaide, og han beslutter at hyre skuespillerinden, så Schwindelmeyer kan overbevises om, at det forhold, han tror, Lustig har til hans kone, i virkeligheden er til skuespillerinden med den slående lighed. Mens tandlægen har været væk fra sin patient, Hamlet Møller, har denne haft forskellige mærkelige oplevelser. En forsikringsagent har antaget ham for at være Lustig og har stillet ham til regnskab for hans kurmageri til Adelaide. Nu er Hamlet Møller vred og kræver erstatning for sine lidelser, og Lustig, der er lykkelig for at have haft en stedfortræder, sender Hamlet Møller til fru Adelaide for at få erstatning.
Imidlertid har tilfældet ført Schwindelmeyer og den unge skuespillerinde sammen. Han antager hende for sin hustru, fortæller hende om den succes, han har haft, og om en ny plan han har fattet. Skuespillerinden meddeler selvfølgelig tandlægen sin viden, og derfor kan han i tide foretage et virkningsfuldt modtræk mod agentens skumle planer. Ad telefonisk vej inviterer Schwindelmeyer sit offer hjem til sig om aftenen for at fejre en lille forsoningsfest. Fru Adelaide er på grund af en lille misforståelse blevet fjernet fra sit hjem, og den unge skuespillerinde benytter sig af hendes fraværelse til at optræde som hende. Aftenen bliver i alle henseender en solid fiasko for agenten. Hans forskellige snedige påfund falder meget uheldigt ud, og han får efterhånden en ubehagelig fornemmelse af, at der findes andre opfindsomme hjerner end hans egen. Da så fru Adelaide også ankommer, begynder hendes gemal at tro, at hans forstand har taget skade. Det er ham umuligt at se, hvilken af de to kvinder, der er hans rigtige kone. Lustig og den unge skuespillerinde trækker sig i stilhed tilbage, og da de med så meget held har været forlovet på skrømt, bliver de enige om at gøre det for alvor. Men geniet Schwindelmeyer? Ja, han er så småt begyndt at tvivle på sin genialitet og søger sig nu en ny og bedre levevej.

## Medvirkende
- Nicolai Brechling - Schwindelmeyer, forsikringsagent
- Johanne Fritz-Petersen - Adelaide Schwindelmeyer og Therese
- Henry Seemann - Lustig, tandlæge
- Bertel Krause - Hamlet Møller, skuespiller